# The Last Showgirl
The Last Showgirl é um filme estadunidense de 2024, do gênero drama, dirigido por Gia Coppola e escrito por Kate Gersten. É estrelado por Pamela Anderson, Jamie Lee Curtis, Dave Bautista, Brenda Song, Kiernan Shipka, Billie Lourd e Jason Schwartzman. Na trama, Anderson é Shelley, uma dançarina que precisa planejar seu futuro após encerrar sua carreira de forma abrupta após 30 anos de exibição nos palcos.
O filme teve sua estreia mundial no Festival Internacional de Cinema de Toronto em 6 de setembro de 2024 e foi lançado nos Estados Unidos em 13 de dezembro de 2024. Recebeu críticas geralmente positivas dos críticos, com 80% de aprovação no agregador Rotten Tomatoes.
Recebeu duas indicações ao Globo de Ouro de 2025, de Melhor Atriz – Drama para Anderson e de Melhor Canção Original por "Beautiful This Way".

## Sinopse
Após trinta anos de sucesso, Shelley (Anderson), uma dançarina experiente, que, aos seus 50 anos, está prestes a encerrar sua carreira de forma abrupta e embarcar para uma nova jornada em seu futuro.

## Elenco
- Pamela Anderson como Shelly
- Jamie Lee Curtis como Annette, uma garçonete e ex-dançarina
- Dave Bautista como Eddie, produtor da revista
- Brenda Song como Mary-Anne, uma dançarina
- Kiernan Shipka como Jodie, uma dançarina
- Billie Lourd como Hannah, filha de Shelly
- Jason Schwartzman como um diretor que rejeita a audição de Shelly

## Produção
Em fevereiro de 2024, quando as filmagens principais foram concluídas, foi anunciado que um filme de drama intitulado The Last Showgirl seria dirigido por Gia Coppola e escrito por Kate Gersten. Pamela Anderson, Jamie Lee Curtis, Dave Bautista, Brenda Song, Kiernan Shipka e Billie Lourd completaram o elenco principal. As filmagens ocorreram ao longo de 18 dias. Em maio de 2024, ao revelar o primeiro visual do filme, Goodfellas e a empresa americana de produção Utopia — esta última cofundada pelo primo distante de Coppola, Robert Schwartzman — anunciaram que se uniriam para cuidar das vendas internacionais do filme, que já havia gerado muito interesse entre os distribuidores, no Marché du Film.
O roteiro foi adaptado da peça não produzida Body of Work (desenvolvida no Teatro Roundabout) que Gersten se inspirou para escrever em conjunto com suas visitas ao espetáculo Jubilee! antes de seu encerramento.

## Música
Miley Cyrus gravou uma música intitulada "Beautiful That Way" para o filme, coescrita com Andrew Wyatt e Lykke Li. Foi lançada em 9 de dezembro de 2024.

## Lançamento
The Last Showgirl teve sua estreia mundial no Festival Internacional de Cinema de Toronto em 6 de setembro de 2024. Também chegou à competição principal do 72º Festival Internacional de Cinema de San Sebastián. Em 27 de setembro, a Roadside Attractions adquiriu os direitos de distribuição do filme. Poucos dias depois, foi anunciado que a Sony Pictures Worldwide Acquisitions havia adquirido todos os direitos de distribuição internacional restantes do filme, incluindo América Latina, França, Escandinávia, Grécia, Portugal, Turquia, Israel, Europa Oriental (exceto Polônia), Ásia e África. O filme foi lançado em cinemas limitados nos Estados Unidos em 13 de dezembro de 2024, antes de uma grande expansão em 10 de janeiro de 2025.

## Recepção

### Crítica
No site agregador de críticas Rotten Tomatoes, o filme tem um índice de aprovação de 80% baseado em 75 resenhas positivas, com uma nota média de 6,9/10. O consenso crítico do site diz: "Uma mostra melancólica de Pamela Anderson em um papel revigorante e dramático, The Last Showgirl homenageia a classe trabalhadora de Las Vegas com uma coleção soberba de performances." No Metacritic, que usa uma média aritmética ponderada, o filme tem uma pontuação de 70 de 100, com base em 15 críticos, indicando avaliações "geralmente favoráveis". Escrevendo para o KTLA News em Los Angeles, o crítico Russell Falcon comparou positivamente os temas do filme aos de The Substance, de Coralie Fargeat, opinando que ambos os filmes observam os preços que as mulheres pagam por sua beleza e carreira. Stephanie Zacharek, da Time, nomeou a atuação de Anderson como uma das 10 melhores de 2024, escrevendo que sua "expressão de 'quem me aceita como eu sou' intensifica tanto a vulnerabilidade quanto o desafio que ela traz ao papel".

### Prêmios e indicações
| Lista de prêmios e indicações             | Lista de prêmios e indicações | Lista de prêmios e indicações               | Lista de prêmios e indicações                               | Lista de prêmios e indicações | Lista de prêmios e indicações |
| Premiação                                 | Data da cerimônia             | Categoria                                   | Indicação                                                   | Resultado                     | Ref.                          |
| ----------------------------------------- | ----------------------------- | ------------------------------------------- | ----------------------------------------------------------- | ----------------------------- | ----------------------------- |
| San Sebastián International Film Festival | 28 de setembro de 2024        | Concha Dourada                              | The Last Showgirl                                           | Indicado                      | [ 22 ]                        |
| San Sebastián International Film Festival | 28 de setembro de 2024        | Prêmio Especial do Júri                     | Elenco de The Last Showgirl                                 | Venceu                        | [ 23 ]                        |
| Zurich Film Festival                      | 4 de outubro de 2024          | Prêmio Olho de Ouro                         | Pamela Anderson                                             | Venceu                        | [ 24 ]                        |
| Newport Beach Film Festival               | 24 de outubro de 2024         | Narrativa de Destaque                       | The Last Showgirl                                           | Venceu                        | [ 25 ]                        |
| SCAD Savannah Film Festival               | 2 de novembro de 2024         | Prêmio Marquee                              | Pamela Anderson                                             | Venceu                        | [ 26 ]                        |
| Miami Film Festival                       | 3 de novembro de 2024         | Prêmio de Atuação Art of Light              | Pamela Anderson                                             | Venceu                        | [ 27 ]                        |
| Hollywood Music in Media Awards           | 20 de novembro de 2024        | Melhor Canção Original – Filme Independente | "Beautiful That Way" – Miley Cyrus, Lykke Li e Andrew Wyatt | Venceu                        | [ 28 ]                        |
| Gotham Awards                             | 2 de dezembro de 2024         | Melhor Atuação Principal                    | Pamela Anderson                                             | Indicado                      | [ 29 ]                        |
| Winter IndieWire Honors                   | 5 de dezembro de 2024         | Prêmio de Desempenho                        | Pamela Anderson                                             | Venceu                        | [ 30 ]                        |
| Sun Valley Film Festival                  | 6 de dezembro de 2024         | Prêmio Pioneiro                             | Pamela Anderson e Gia Coppola                               | Venceu                        | [ 31 ]                        |
| Astra Film Awards                         | 8 de dezembro de 2024         | Melhor Filme Indie                          | The Last Showgirl                                           | Venceu                        | [ 32 ]                        |
| San Diego Film Critics Society            | 9 de dezembro de 2024         | Melhor Figurino                             | Jacqueline Getty e Rainy Jacobs                             | Vice-campeão                  | [ 33 ]                        |
| Las Vegas Film Critics Society            | 13 de dezembro de 2024        | Melhor Canção                               | "Beautiful That Way" – Miley Cyrus, Lykke Li e Andrew Wyatt | Venceu                        | [ 34 ]                        |
| St. Louis Film Critics Association        | 15 de dezembro de 2024        | Melhor Atriz                                | Pamela Anderson                                             | Indicado                      | [ 35 ]                        |
| Pandora International Film Critics Awards | 18 de dezembro de 2024        | Composição de Músicas                       | "Beautiful That Way" – Miley Cyrus, Lykke Li e Andrew Wyatt | Indicado                      | [ 36 ]                        |
| Globo de Ouro                             | 5 de janeiro de 2025          | Melhor Canção Original                      | "Beautiful That Way" – Miley Cyrus, Lykke Li e Andrew Wyatt | Indicado                      | [ 37 ]                        |
| Globo de Ouro                             | 5 de janeiro de 2025          | Melhor Atriz – Drama                        | Pamela Anderson                                             | Indicado                      | [ 37 ]                        |
| AARP Movies for Grownups Awards           | 8 de fevereiro de 2025        | Melhor Atriz                                | Pamela Anderson                                             | Indicado                      | [ 38 ]                        |
| Critics Choice Awards                     | 7 de fevereiro de 2025        | Melhor Canção                               | "Beautiful That Way" – Miley Cyrus, Lykke Li e Andrew Wyatt | Indicado                      | [ 39 ]                        |
| Alliance of Women Film Journalists        | janeiro de 2025               | Melhor Diretora Feminina                    | Gia Coppola                                                 | Indicado                      | [ 40 ]                        |
| Make-Up Artists and Hair Stylists Guild   | 15 de fevereiro de 2025       | Melhor Penteado em Filme Contemporâneo      | Katy McClintock, Marc Boyle e Stephanie Hobgood             | Venceu                        | [ 41 ]                        |
| BAFTA                                     | 16 de fevereiro de 2025       | Melhor Atriz Coadjuvante                    | Jamie Lee Curtis                                            | Indicado                      | [ 42 ]                        |